# 李有棠
李 有棠（り ゆうとう、Li Youtang、1837年 - 1905年）、字は芾生は、清の歴史家。
江西省萍郷出身。幼年より聡敏で理解力に優れ、経学と史学に強い関心を持っていた。光緒年間に、江西省峡江県で訓導をしていた時に、袁枢の『通鑑紀事本末』を読んで、『遼史紀事本末』と『金史紀事本末』の著作を始めた。1893年、初版が刊行されたが、その後も修訂作業が続けられた。1903年、江西学政呉士鑒が朝廷に上奏し、「記述は多岐にわたっており、厳密な考察がなされている」として「この二部は不朽の名作」であると評価した。